# Europamästerskapen i rodd 2024
Europamästerskapen i rodd 2024 hölls mellan den 25 och 28 april 2024 i Szeged i Ungern. Det var den 81:a upplagan av europamästerskapen i rodd.

## Medaljörer

### Herrar
| Gren                     | Guld | Guld    | Silver | Silver  | Brons | Brons                                     |
| Singelsculler (M1x)      | Oliver Zeidler Tyskland | 7.38,47 | Stefanos Ntouskos Grekland | 7.41,36 | Giedrius Bieliauskas Litauen | 7.43,35                                   |
| Dubbelsculler (M2x)      | Rumänien Andrei-Sebastian Cornea Marian Enache | 6.44,55 | Spanien Aleix García Rodrigo Conde | 6.51,07 | Tyskland Jonas Gelsen Marc Weber | 6.51,49                                   |
| Scullerfyra (M4x)        | Italien Nicolò Carucci Andrea Panizza Luca Chiumento Giacomo Gentili                                                                                 | 6.03,93 | Schweiz Dominic Condrau Jan Jonah Plock Scott Bärlocher Maurin Lange                                                                                           | 6.04,66 | Polen Dominik Czaja Mateusz Biskup Mirosław Ziętarski Fabian Barański                                                                                       | 6.05,33                                   |
| Tvåa utan styrman (M2–)  | Storbritannien Oliver Wynne-Griffith Thomas George                                                                                                   | 7.01,54 | Rumänien Florin Arteni Florin Lehaci | 7.03,88 | Schweiz Roman Röösli Andrin Gulich | 7.06,50                                   |
| Fyra utan styrman (M4–)  | Storbritannien Oliver Wilkes David Ambler Matthew Aldridge Freddie Davidson                                                                          | 6.17,63 | Italien Matteo Lodo Giovanni Abagnale Giuseppe Vicino Nicholas Kohl                                                                                            | 6.20,27 | Frankrike Thibaud Turlan Guillaume Turlan Benoît Brunet Téo Rayet                                                                                           | 6.22,86                                   |
| Åtta med styrman (M8+)   | Storbritannien Sholto Carnegie Rory Gibbs Morgan Bolding Jacob Dawson Charles Elwes Thomas Digby James Rudkin Thomas Ford Harry Brightmore (styrman) | 5.52,90 | Tyskland Benedict Eggeling Laurits Follert Olaf Roggensack Mattes Schönherr Max John Torben Johannesen Wolf-Niclas Schröder Hannes Ocik Jonas Wiesen (styrman) | 5.55,23 | Rumänien Mihăiță Țigănescu Ciprian Tudosă Constantin Adam Mugurel Semciuc Florin Arteni Sergiu Bejan Ștefan Berariu Florin Lehaci Adrian Munteanu (styrman) | 5.56,11                                   |
| Lättvikt                 | |         | |         | |                                           |
| Singelsculler (LM1x)     | Niels Torre Italien | 7.41,72 | Marlon Colpaert Belgien | 7.54,83 | Baptiste Savaete Frankrike | 7.55,10                                   |
| Dubbelsculler (LM2x)     | Schweiz Jan Schäuble Raphaël Ahumada | 6.47,56 | Italien Stefano Oppo Gabriel Soares | 6.49,83 | Norge Lars Benske Ask Tjøm | 6.50,06                                   |
| Tvåa utan styrman (LM2–) | Österrike Konrad Hultsch Paul Ruttmann | 7.11,59 | Ungern Bence Szabó Kálmán Furkó | 7.20,75 | Ingen medaljör endast tre startande båtar | Ingen medaljör endast tre startande båtar |
| Pararodd                 | |         | |         | |                                           |
| Singelsculler (PR1 M1x)  | Roman Poljanskyj Ukraina | 9.38,87 | Giacomo Perini Italien | 9.43,51 | Benjamin Pritchard Storbritannien | 9.48,87                                   |

### Damer
| Gren                    | Guld | Guld     | Silver | Silver   | Brons | Brons    |
| Singelsculler (W1x)     | Jovana Arsić Serbien | 8.23,42  | Alexandra Föster Tyskland | 8.28,16  | Alice Prokešová Tjeckien | 8.34,97  |
| Dubbelsculler (W2x)     | Norge Thea Helseth Inger Seim Kavlie | 7.39,42  | Litauen Donata Karalienė Dovilė Rimkutė | 7.41,50  | Rumänien Nicoleta-Ancuța Bodnar Simona Radiș | 7.43,66  |
| Scullerfyra (W4x)       | Storbritannien Lauren Henry Hannah Scott Lola Anderson Georgina Brayshaw                                                                                            | 6.41,19  | Ukraina Natalija Dovhodko Kateryna Dudtjenko Daryna Verchohljad Anastasija Kozjenkova                                                                  | 6.43,02  | Tyskland Maren Völz Lisa Gutfleisch Leonie Menzel Pia Greiten                                                                                               | 6.46,63  |
| Tvåa utan styrman (W2–) | Rumänien Ioana Vrînceanu Roxana Anghel | 7.52,05  | Grekland Evangelia Anastasiadou Christina Bourmpou | 8.00,87  | Kroatien Ivana Jurković Josipa Jurković | 8.03,13  |
| Fyra utan styrman (W4–) | Storbritannien Helen Glover Esme Booth Samantha Redgrave Rebecca Shorten                                                                                            | 6.53,95  | Rumänien Mădălina Bereș Maria Lehaci Maria-Magdalena Rusu Amalia Bereș                                                                                 | 6.55,47  | Nederländerna Maartje Damen Nika Johanna Vos Ilse Kolkman Willemijn Mulder                                                                                  | 6.58,23  |
| Åtta med styrman (W8+)  | Rumänien Maria-Magdalena Rusu Roxana Anghel Adriana Adam Maria Lehaci Mădălina Bereș Amalia Bereș Ioana Vrînceanu Simona Radiș Victoria-Ștefania Petreanu (styrman) | 6:32.00  | Storbritannien Heidi Long Rowan McKellar Holly Dunford Eve Stewart Lauren Irwin Emily Ford Harriet Taylor Annie Campbell-Orde Henry Fieldman (styrman) | 6.35,16  | Italien Giorgia Pelacchi Linda De Filippis Alice Gnatta Aisha Rocek Alice Codato Silvia Terrazzi Elisa Mondelli Veronica Bumbaca Emanuele Capponi (styrman) | 6:37.41  |
| Lättvikt                | |          | |          | |          |
| Singelsculler (LW1x)    | Alena Furman Individuella neutrala idrottare (AIN) | 8.32,17  | Margaret Cremen Irland | 8.42,96  | Kristýna Neuhortová Tjeckien | 8.49,89  |
| Dubbelsculler (LW2x)    | Rumänien Gianina Van Groningen Ionela-Livia Cozmiuc | 7.29,63  | Grekland Dimitra Eleni Kontou Zoi Fitsiou | 7.31,94  | Italien Valentina Rodini Silvia Crosio | 7.33,73  |
| Pararodd                | |          | |          | |          |
| Singelsculler (PR1 W1x) | Birgit Skarstein Norge | 10.52,40 | Manuela Diening Tyskland | 10.55,67 | Nathalie Benoit Frankrike | 11.05,27 |

### Mixade grenar i pararodd
| Gren                         | Guld                                                                                                  | Guld    | Silver                                                                                           | Silver  | Brons                                                                                                  | Brons   |
| Dubbelsculler (PR2 Mix2x)    | Storbritannien Gregg Stevenson Lauren Rowles                                                          | 9.15,19 | Tyskland Jasmina Bier Paul Umbach                                                                | 9.28,60 | Ukraina Anna Aisanova Iaroslav Koiuda                                                                  | 9.28,98 |
| Dubbelsculler (PR3 Mix2x)    | Storbritannien Samuel Murray Annabel Caddick                                                          | 7.55,26 | Tyskland Hermine Krumbein Jan Helmich                                                            | 7.56,99 | Ukraina Dariia Kotyk Stanislav Samoliuk                                                                | 8.01,50 |
| Fyra med styrman (PR3 Mix4+) | Storbritannien Francesca Allen Joshua O'Brien Giedrė Rakauskaitė Edward Fuller Erin Kennedy (styrman) | 7.35,67 | Frankrike Candyce Chafa Rémy Taranto Grégoire Bireau Margot Boulet Émilie Acquistapace (styrman) | 7.48,53 | Italien Carolina Foresti Tommaso Schettino Marco Frank Greta Elizabeth Muti Enrico D'Aniello (styrman) | 8.05,24 |

## Medaljtabell
*   Värdland ( Ungern)
| Nr                   | Nation                                | Guld | Silver | Brons | Totalt |
| -------------------- | ------------------------------------- | ---- | ------ | ----- | ------ |
| 1                    | Storbritannien                        | 8    | 1      | 1     | 10     |
| 2                    | Rumänien                              | 4    | 2      | 2     | 8      |
| 3                    | Italien                               | 2    | 3      | 3     | 8      |
| 4                    | Norge                                 | 2    | 0      | 1     | 3      |
| 5                    | Tyskland                              | 1    | 5      | 2     | 8      |
| 6                    | Ukraina                               | 1    | 1      | 2     | 4      |
| 7                    | Schweiz                               | 1    | 1      | 1     | 3      |
| 8                    | Serbien                               | 1    | 0      | 0     | 1      |
| 8                    | Österrike                             | 1    | 0      | 0     | 1      |
| –                    | Individuella neutrala idrottare (AIN) | 1    | 0      | 0     | 1      |
| 10                   | Grekland                              | 0    | 3      | 0     | 3      |
| 11                   | Frankrike                             | 0    | 1      | 3     | 4      |
| 12                   | Litauen                               | 0    | 1      | 1     | 2      |
| 13                   | Belgien                               | 0    | 1      | 0     | 1      |
| 13                   | Irland                                | 0    | 1      | 0     | 1      |
| 13                   | Spanien                               | 0    | 1      | 0     | 1      |
| 13                   | Ungern*                               | 0    | 1      | 0     | 1      |
| 17                   | Tjeckien                              | 0    | 0      | 2     | 2      |
| 18                   | Kroatien                              | 0    | 0      | 1     | 1      |
| 18                   | Nederländerna                         | 0    | 0      | 1     | 1      |
| 18                   | Polen                                 | 0    | 0      | 1     | 1      |
| Totalt (20 nationer) | Totalt (20 nationer)                  | 22   | 22     | 21    | 65     |